# Подовка
Подовка (укр. Подівка) — село в Зеленоподской сельской общине Каховского района Херсонской области Украины.
Население по переписи 2001 года составляло 516 человек. Почтовый индекс — 74853. Телефонный код — 5536. Код КОАТУУ — 6523585505.

## Местный совет
74853, Херсонская обл., Каховский р-н, пос. Червоный Перекоп